# زبان سرائیکی
زبان سرائیکی (ਸਰਾਇਕੀ सराइकी) یکی از زبان‌های هندوآریایی است که گویشورانی در هند و پاکستان دارد. سرائیکی در خانوادهٔ زبانی پنجابی جای می‌گیرد و همسانی ۹۰ درصدی با گویش ماجی - دیگر زیرمجموعهٔ زبان پنجابی - دارد.
برای نگارش سرائیکی از چهار سامانهٔ نوشتاری گوناگون بهره‌برده‌می‌شود که رایج‌ترینش الفبای فارسی است. این الفبا ۴۲ حرف دارد که ۳۷تایش با الفبای اردو مشترک است و پنج‌تایش ویژهٔ زبان سرائیکی است. خط‌های گورمکهی و دیواناگری بیشتر از سوی سیکها و هندویان به‌کار برده می‌شود. 

زبان سرائیکی در نقشهٔ پاکستان

## نقشهٔ زبان سرائیکی
بیست و یکم distracts در پنجاب، پاکستان، دو distracts از
خیبر پختونخوا استان، پاکستان و دو نهاد هستند، منطقهٔ سرائیکی‌زبان است.
دیدن این نقشه از Saraikistan.]
- بهاولنگر
- بهاولپور
- بهکر
- چنیوت
- دیره غازی خان
- دیره اسماعیل خان
- جهنگ
- خانیوال
- خوشاب
- لیاه
- لودهران
- میانوالی
- مولتان
- مظفرگره
- اوکارا
- پاکپتن
- رحیم یار خان
- راجن پور
- ساهیوال
- سرگودها
- تانک
- توبا تیک سینگ
- وهاری
- منطقه مرزی تانک
- منطقه مرزی دره اسماعیل خان

مشاهدهٔ منطقه و جمعیت سرائیکستان.
این distracts نیز Saraiki
- چکوال
- حافظ آباد
- مندی بهائ الدین

Saraiki سخن گفته است که در هند، متحده عربی امارات و افغانستان نیز است.
Saraiki دومین زبان در پادشاهی عربستان سعودی با بیش از 2.5M است. در انگلستان Saraiki 400.000 سخن گفته شده‌است. در کانادا، چین، آفریقای جنوبی و ایالات متحده saraiki نیز سخن گفته است.